# Giftにじいろホームルーム
Giftにじいろホームルーム（ギフトにじいろホールルーム）は、テレビアニメ『Gift 〜eternal rainbow〜』に関するインターネットラジオ番組。
パーソナリティは、木之坂霧乃役の宮崎羽衣と外薗綸花役の河原木志穂。「宮崎羽衣の絶え間ないボケ倒しと「誰か助けて〜！」と叫ぶ河原木志穂の掛け合いが持ち味だった」というくだりが15回目放送時に紹介され、河原木は「そんなことない」、宮崎は「恒例になっている」と答えていた。

## 配信概要
- 配信期間：ランティス：2006年7月14日 - 12月29日（全25回）・音泉：2006年10月20日 - ・メディファクラジオ：2006年10月27日 -
- 配信サイト：ランティスウェブラジオ・ランティスウェブラジオFOMA向け（第25回のみ）・音泉（第14回から）・メディファクラジオ（第10回から）
- 配信曜日：毎週金曜日（音泉は一週間遅れ）
- スポンサー：MOONSTONE・ブロッコリー・IMAGICAイメージワークス・ランティス

## コーナー
オープニング
前週の「にゃるほど・ザ・Gift」の復習（おさらい）を行っていた。当初は宮崎が担当していたが、14回のオープニングで宮崎が主人公「天海春彦」の名前が読めなかったため、河原木が代打で担当して以降、河原木が担当していた（ただし担当変更当初は宮崎は自分がおさらいをするものと勘違いしていた）。なお、その出来栄えは週によってムラがあり、一説には「二本撮りの二本目は出来が良い」と言われていた。
おたより
パーソナリティのふたりの話が長すぎて（主におたよりの内容からの脱線により関係ない話になる）毎回1 - 2通しか読めなかった。そのたびに「今週も1通（2通）しか読めなかった」と嘆いていた。トークが脱線しすぎていると感じたときは、河原木が「まあいーや、そんなこんなで次のメール」などとトークを切り上げ、なるべく多くおたよりを紹介しようと言う努力が徐々に見られるようになってきた。14回放送では、「警察や救急車を呼んだことがあるか」という内容のおたよりからの脱線が元となり、下記「おとう党」のコーナーが誕生した。
にゃるほど・ザ・Gift
Giftの登場人物について、あらかじめ提示された3つのキーワードを入れ、パーソナリティに完璧に答えてもらうコーナー。次回配信の頭に、同じ問題を答える「復習」があった。ただし、宮崎がまともに回答できたのは自分の役霧乃などわずかで、ボケというよりは基本的に『Gift 〜eternal rainbow〜』という作品に対する理解が欠如しており、1回目放送時には藤宮千紗（ふじみやちさ）を「ちさきちゃん」、外薗綸花（ほかぞのりんか）を「はなぞのろんか」と読み間違えていた。回答後スタッフの用意した模範回答が読まれていたが、1回目の「ストーリー」については本ウィキペディアからそのまま引用していた。16回目（公開録音の模様を放送）の「藤弥美里」のときには『Gift -prism-』の主題歌に引き続き『Gift 〜eternal rainbow〜』のエンディング曲を歌ったことを「それにも飽き足らず歌っちゃてる」と表現していた。河原木志穂が「これすごいよ」という前置きのもとにそのまま本人の目の前で読み上げ来場者の失笑を買い、藤弥は「まるで「もう歌わなくていいよ」っていわれているみたい」と、苦笑と悲しみが混じった回答をしていた。
プリィズム
「Gift」の世界には虹、すなわちプリズムがかかっていることから、自分がこだわっていること及び主義や主張について、「○○○イズム」と名付けてそのこだわりを語るコーナー。ちなみにこのコーナーの説明をしていた宮崎羽衣は、「...虹、すなわちプリズムが...」を「...虹、すなわちプリィズムが...」と言っていた。河原木志穂はその間違いに最初から気づいていたが面白いので最後まで黙っていたとのこと。
岐阜党
「Gift」だけに岐阜県をフィーチャーするコーナー。元は「Giftにじいろストーリーズ」内のショートストーリーが元になっているとも考えられる。例えば、関ヶ原の戦いについて、「明智光秀や赤穂浪士が登場した。関ヶ原から東に道路を作るか西に道路を作るかで戦いをした。ペリーが開国を求めたために起こった。いや、弥生時代だっけ?」など、宮崎が際限なくボケ倒して収拾がつかなくなり、毎回1通しかメールが読めなかった。最終的には岐阜県で公開録音を行うとしていたが、かなうことはなかった。
第16回の公開録音時には、岐阜名産のお菓子の数々を宮崎・河原木・ゲストの橋本みゆき・藤弥美里の4人で食べながらトークをすると言うコーナーとなったが、お菓子（栃の実せんべい）を食べるときの「バリボリ」という大きな音が収録に入り続けるという前代未聞の放送となった。
おとう党
パーソナリティが2人とも弟を溺愛していることが発覚したために、急遽誕生した新コーナー。兄弟姉妹（特に弟）に対する溺愛っぷりを中心に、家族の話を熱く語っていた。第21回放送では、2人のブラコンぶりを聞いたゲストの泰勇気に「（弟と言うよりも）血の繋がっている恋人」だと形容された。宮崎は第18回放送（宮崎が弟に対してどのように接してきたかを熱く語っている）を、「いっぱい喋っているから聞いてね」と言って弟に聞かせてみたが、芳しい反応は得られなかった模様。第24回放送にゲストで登場した新谷良子によれば、Giftに全く関係のない現場で、このコーナーのことが話題になっており、「あの2人は相当弟が好きなんだよ」と言う情報は入手していたらしい。また、一人っ子の新谷はコーナーの序盤に「（弟の話が）分からないと思う」と発言していたが、宮崎・河原木（特に河原木）の弟の話を聴くにつれて「弟萌えになるかも…」と発言内容が変化していった。当初は、「プリィズム」と「岐阜党」が隔週で放送されていたが、「おとう党」スタート以降、3つのコーナーのうち2つを放送することが多くなった。基本的には「プリィズム」ともう1つのコーナーというパターンが多い。
カタログギフト
スポンサー情報のコーナー。最初の頃はカタログらしく「ドッグイヤしていきましょう」と言っていたが、後に言わなくなった。またカタログを忘れ河原木の記憶に頼って紹介した回もあった。

## 備考
- 自虐的に2本撮りを告白したり、8月25日配信の番組で「おととい、神宮外苑の花火大会を見に行って…」と収録日を暴露したりしていた。
- 番組開始当初は、本番中に毎回のように宮崎や番組スタッフの携帯電話（番組内では「電動歯ブラシ」と呼称）が鳴っていた。別番組で宮崎が語ったところによると、宮崎の件については、スケジュール管理機能のアラームだった（クローバーの夜遊びカーニバル#108）。
- ある回で、番組配信サイトの配信日が2007年になっているのを指摘された時、宮崎の発言「本当に2007年に配信するのかもよ」が元になり、番組は1年前にすでに収録済みであり、現在収録中の番組は来年流れることになっているのが「お約束事項」になっていた（「未来放送」と呼称）。「『Gift』に関する情報やパーソナリティの記憶があいまいなのは未来放送だから」という意味だった。
- 番組内でお笑いコンビ「ギフティ」を結成していた。宮崎がボケ・S担当で、河原木がときどきボケ・M担当。番組は、表面上は宮崎がボケで河原木がツッコミであるように見えるが、実際はダブルボケであった。
- 番組終了後に、毎回、姉妹番組に当たる10分番組「Giftあぶいろホームルーム」を収録していた。この番組は、「Gift 〜ギフト〜 eternal rainbow」DVDのおまけCDに、毎巻4回分ずつ付いている。
- 「あぶいろ」の名前の由来はどこかの誰かさんが漢字「虹」のつくり「工」を「亡」と書き間違えたため。その名の由来の通りかなり適当な番組になっている。ラジオ本編よりさらにローテンションであるとのこと。
- 河原木がKAT-TUNの田口淳之介に似ていると宮崎に指摘され、それ以来お便りの宛名が「羽衣さん、田口クン、こんにちは」となっていたり、ゲストで来た橋本みゆきに「田口クンさん」と呼ばれるなど、「河原木＝田口クン」というイメージが定着した。
- おたよりのコーナーでは、第6回は「心理テスト」、第8回は「B型女性」についてのために1通のみ、また第4回では「帽子」、第6回は「ドライマンゴー」のために1通も読めなかった。そのほか毎回のように「今日もこれだけしか読めなかった」と嘆いているが、改善された例しはなかった。
- リスナーからのメールを、P.N.（ペンネーム）を読み上げたものの内容を読む時間が無いという事態が2週連続で起こった。
- 番組パーソナリティが2人とも（特に宮崎が）、番組主題歌の題名、どちらがオープニングでどちらがエンディングなのかも分かっていなかった事が、主題歌歌手2名が揃ってゲスト出演した第16回（初の公開録音）で発覚。しかも、藤弥美里の名前を、ごく自然な感じで「ふじみやさと」と言い間違えたり（キャラクターである「藤宮千紗」と混ざった？）、当番組の前番組「GiftにじいろStation」のパーソナリティだったことを知らなかったりと、散々な回となった。
- 第18回のおたよりのコーナーで「晴彦・莉子・霧乃の様な三角関係になったら」という話から脱線して、「ライオン・キング」の話になってしまった。宮崎がこの回を弟に聞かせたところ（全く関係ない番組の紹介であるため）「自由だなぁ」と言われた。また第21回では「キャッツ」の話に流れそうになったのを河原木が制して終了させた。

## ゲスト
- 橋本みゆき（第15 -16回）
- 藤弥美里（第16回）
- 泰勇気（第21回）
- 新谷良子（第24回）